# Clan (ruisseau)
Pour les articles homonymes, voir Clan (homonymie).
Le Clan (également appelé ruisseau de la Chapelle dans sa partie amont) est un ruisseau français, affluent en rive droite du Maumont et sous-affluent de la Dordogne par la Corrèze et la Vézère.

## Géographie
Le ruisseau de la Chapelle nait en Corrèze, vers 390 mètres d'altitude, sur la commune de Perpezac-le-Noir, au sortir d'un étang, immédiatement au sud du bourg.
Après avoir reçu en rive droite le ruisseau de Peyrat, il prend le nom de Clan.
Le ruisseau de Cheyral le rejoint en rive droite puis le Clan s'encaisse en gorges pittoresques en contrebas des Trois-Villages sur la commune d'Allassac avant de recevoir en rive gauche son principal affluent, le ruisseau de l'Étang de Larue.
Il rejoint le Maumont  en rive droite vers 110 mètres d'altitude, deux kilomètres à l'ouest du village d'Ussac, juste en bordure de la route départementale 57, près du lieu-dit la Mouillade. 
La longueur de l'ensemble ruisseau de la Chapelle-Clan est de 18,2 km pour un bassin versant de 51 km2.

### Affluents
Parmi les huit affluents du Clan répertoriés par le Sandre, les deux plus longs sont, d'amont vers l'aval :
- le ruisseau de la Vergne, également appelé ruisseau du Cheyral dans sa partie aval, avec 4,4 km[3] en rive droite,
- le ruisseau de l'Étang Grélé, ou ruisseau de l'Étang de Larue dans sa partie aval, le plus long avec 9,5 km[4] en rive gauche.

### Département, communes et cantons traversés
À l'intérieur du département de la Corrèze, le Clan arrose sept communes réparties sur trois cantons :
- Canton de Vigeois
  - Perpezac-le-Noir (source)
  - Saint-Bonnet-l'Enfantier
- Canton de Donzenac
  - Sadroc
  - Allassac
  - Donzenac
  - Saint-Viance
- Canton de Malemort-sur-Corrèze
  - Ussac (confluence avec le Maumont)

## Monuments ou sites remarquables à proximité
- Les gorges et les cascades du Clan sur la commune d'Allassac : dans un site naturel inscrit[5] à l'est des Trois-Villages, et plus particulièrement de Verdier-Bas et de Verdier-Haut, le Clan se fraie un chemin à travers des gorges, perdant 80 mètres d'altitude en moins d'un kilomètre et demi, enchaînant de nombreuses cascades et cascatelles.

Les gorges du Clan
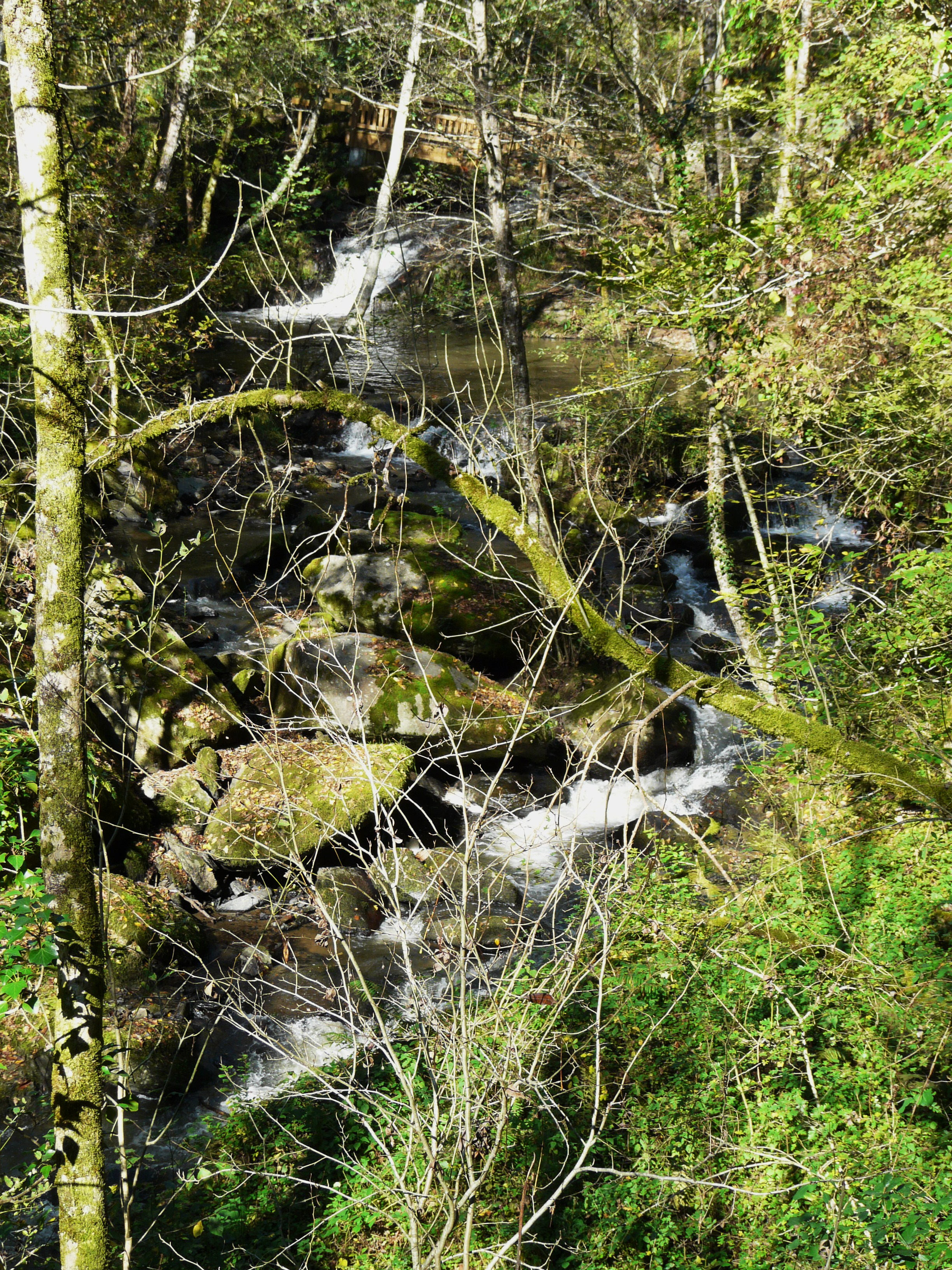
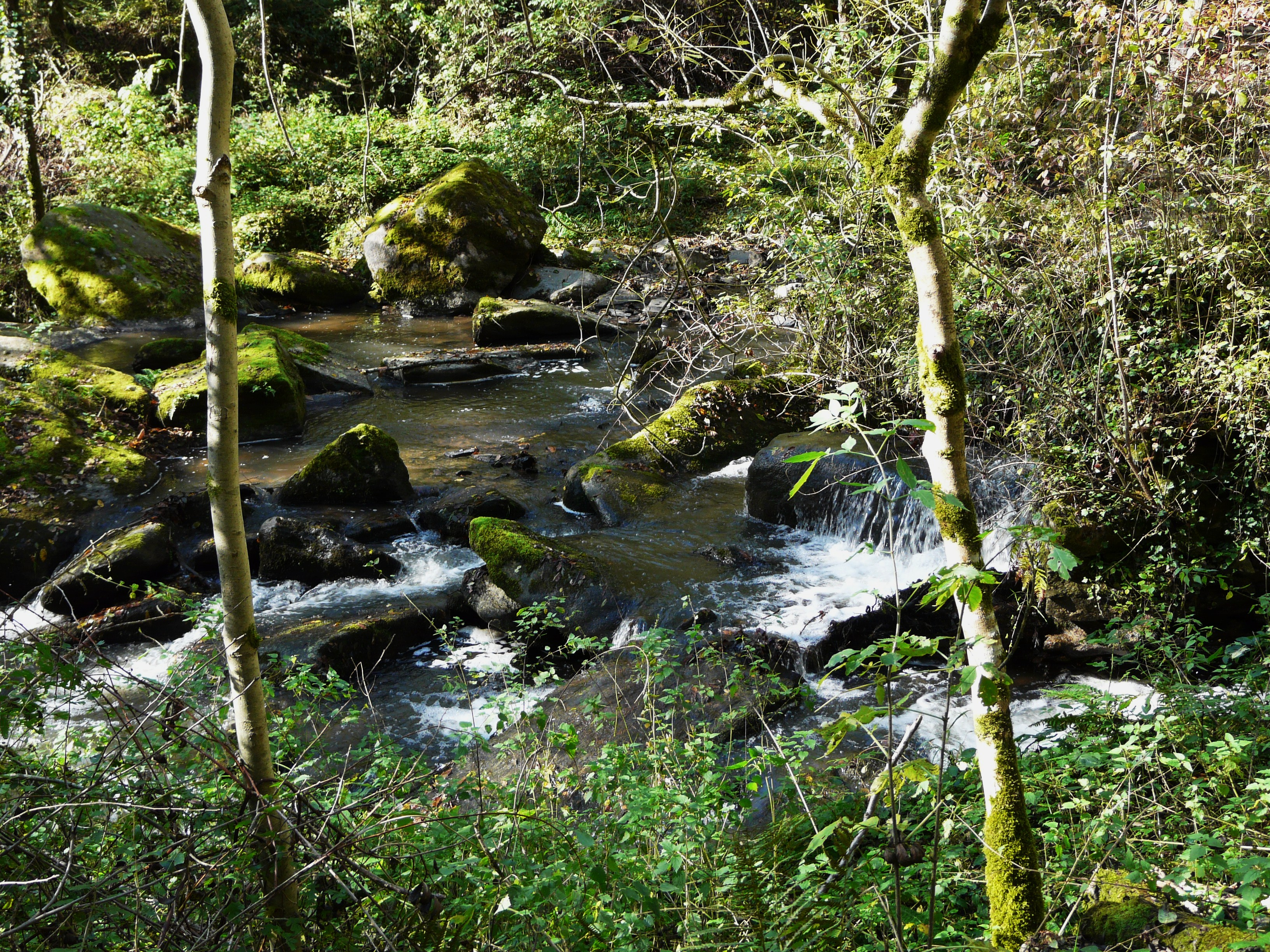
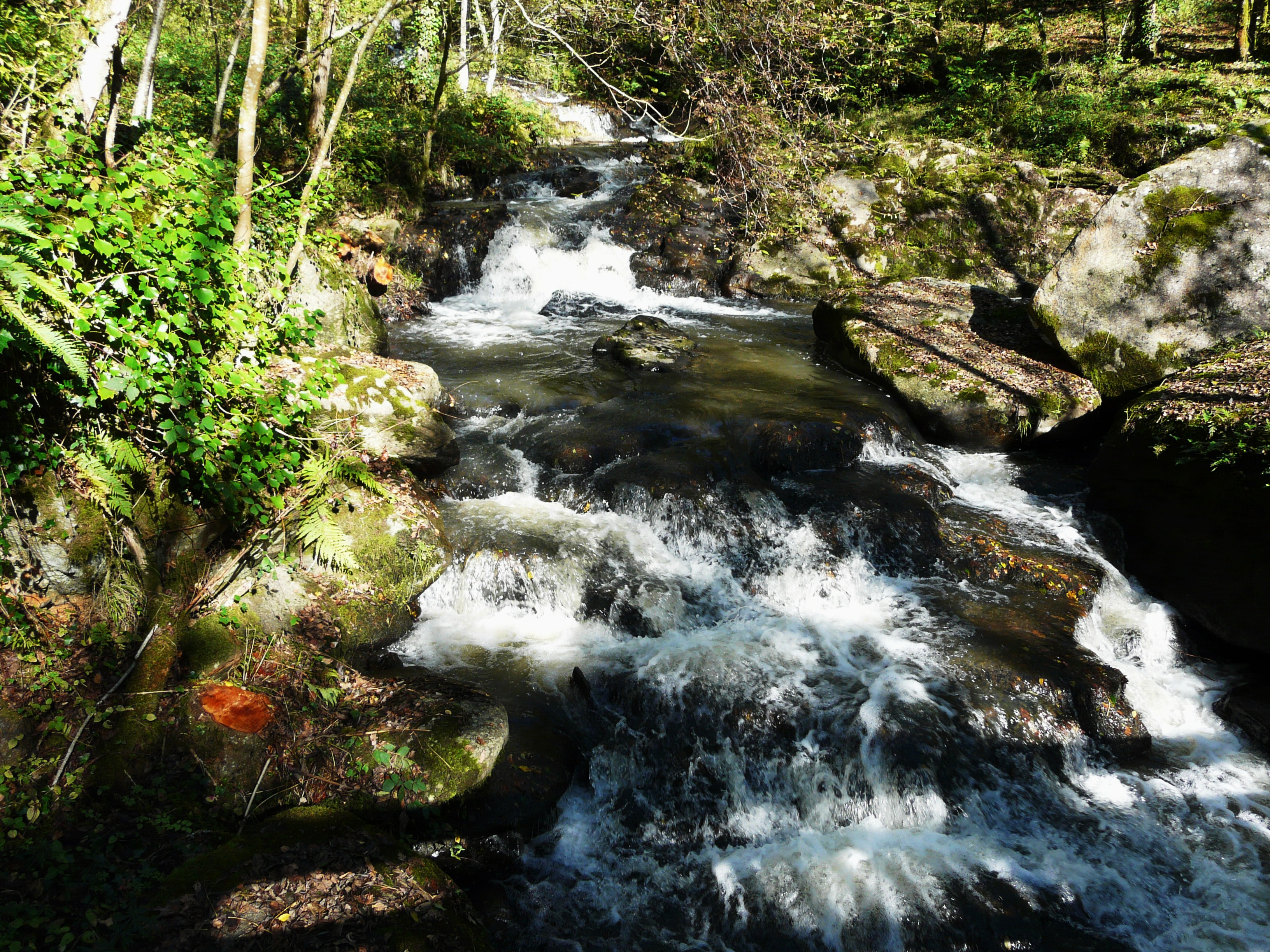
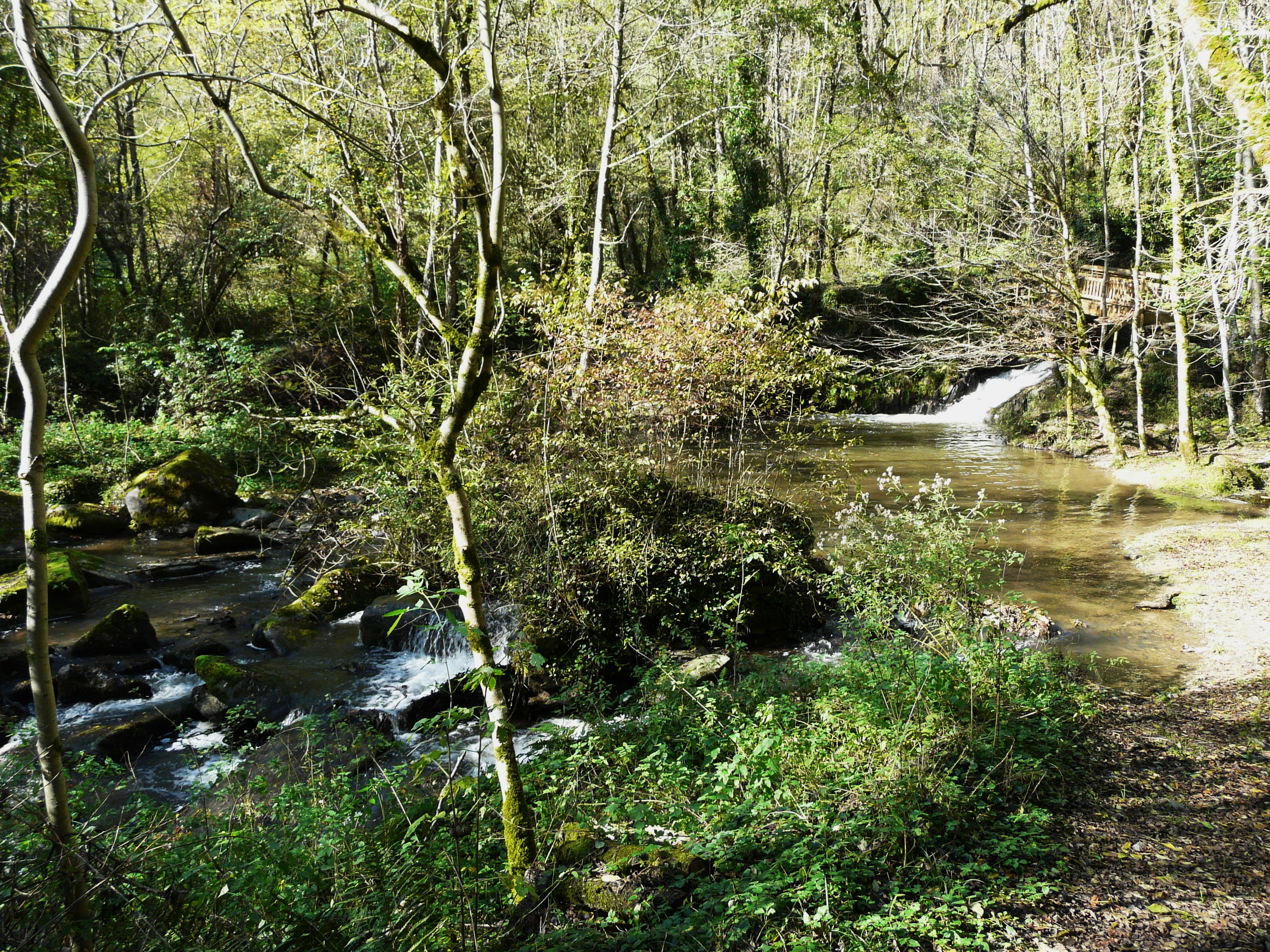
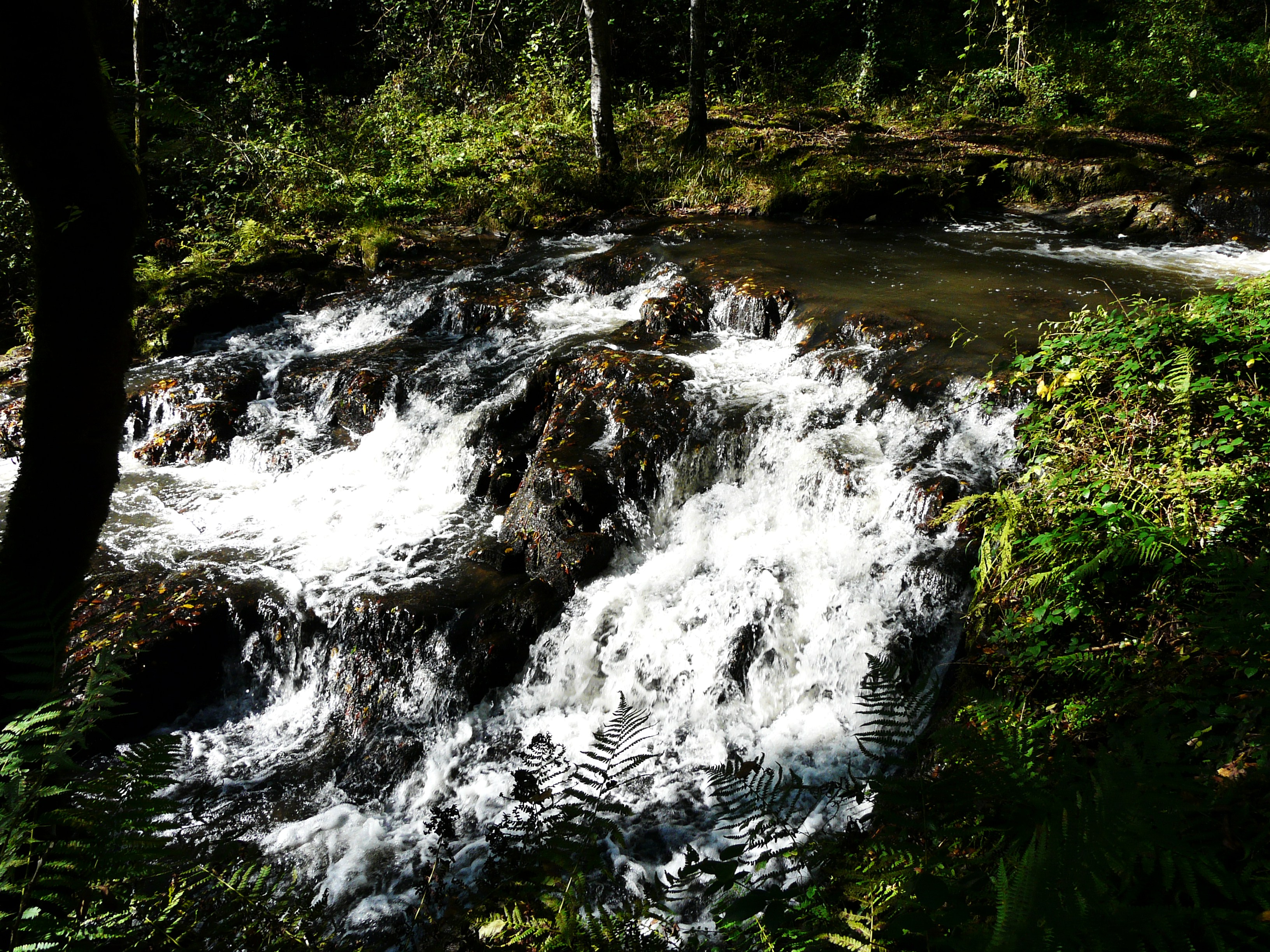
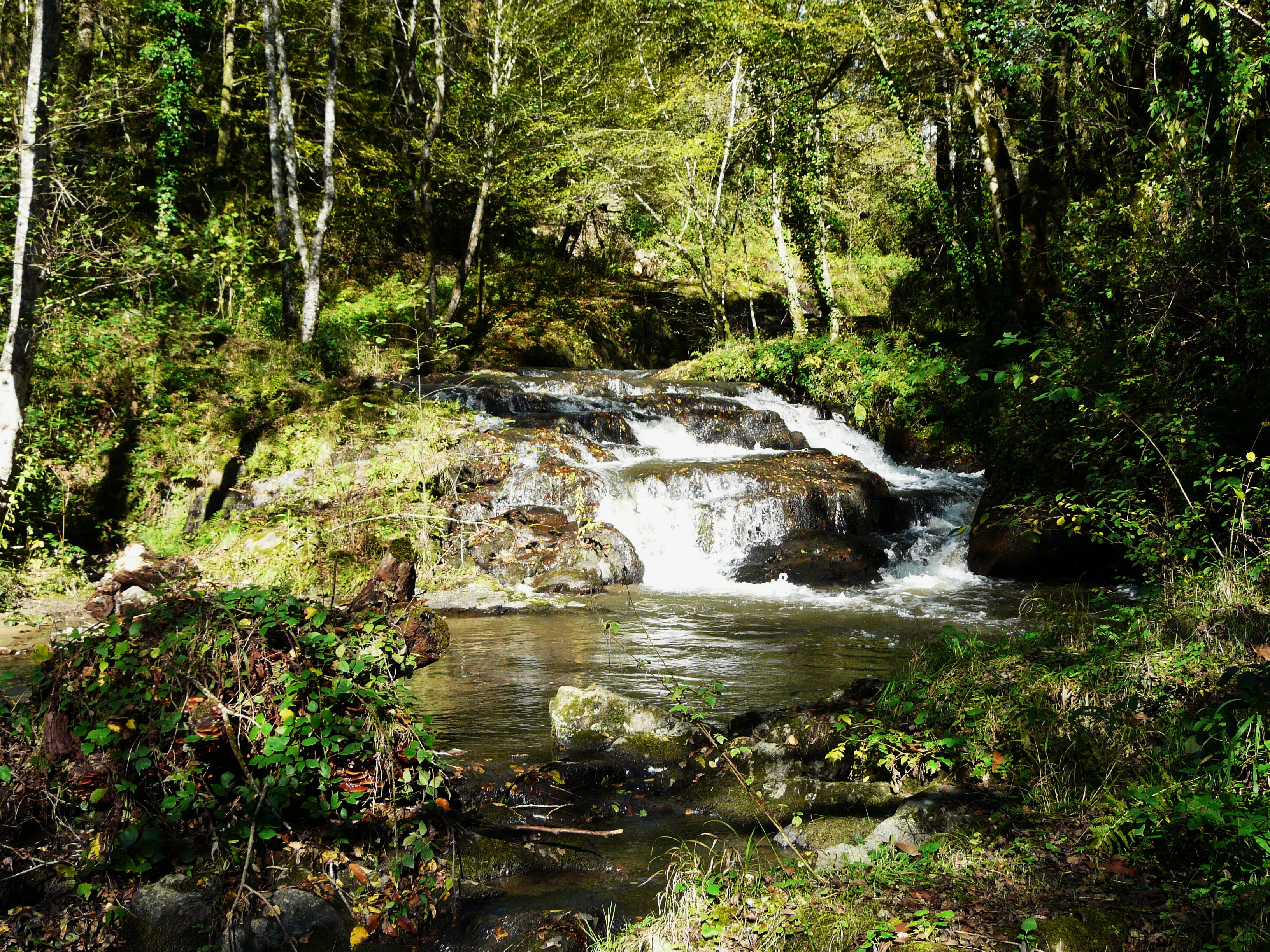
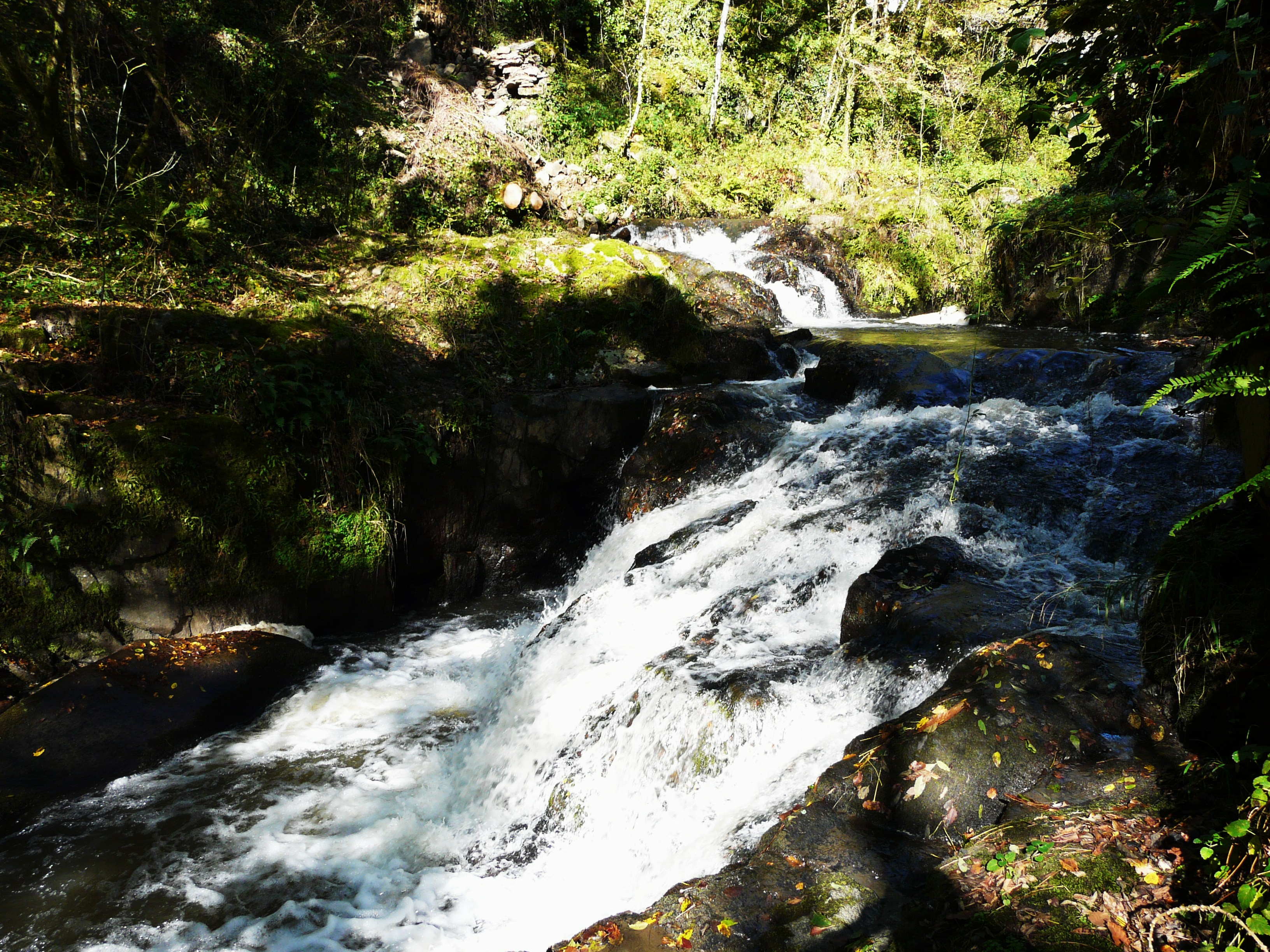
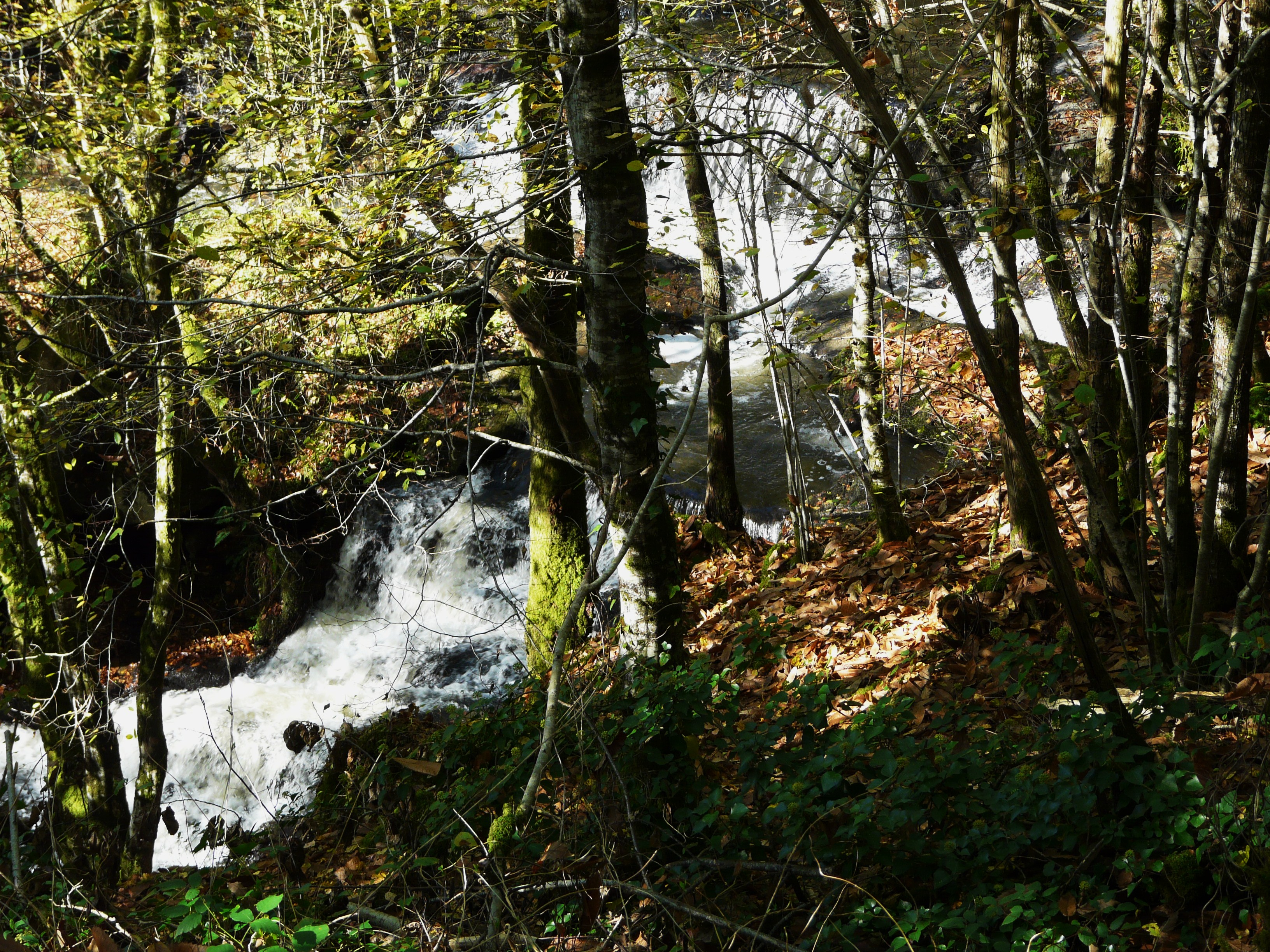